# Simulium taxodium
Simulium taxodium is een muggensoort uit de familie van de kriebelmuggen (Simuliidae). De wetenschappelijke naam van de soort is voor het eerst geldig gepubliceerd in 1968 door Snoddy and Beshear.